# Dwunasta karta
Dwunasta karta (ang. The Twelfth Card) – powieść Jeffery’ego Deavera, szósta część serii, w której pojawia się Lincoln Rhyme i Amelia Sachs. Wydana w Polsce w 2005 roku.

## Fabuła
Szesnastoletnia dziewczyna Geneva Settle, zostaje zaatakowana w muzeum. Udaje się jej uciec, lecz napastnik pozostawia na miejscu zbrodni dwunastą kartę Tarota – Wisielca. Policja zwraca się z prośbą o pomoc do Lincolna Rhyme’a i jego partnerki Amelii, gdy dowiaduje się, że napastnik nadal nastaje na życie młodej dziewczyny. Okazuje się, że sprawa może mieć związek z tym, że przodek Genevy był działaczem na rzecz praw czarnoskórej ludności, w czasie wojny secesyjnej.